# Azerbaiyán en los Juegos Olímpicos de Tokio 2020
Azerbaiyán estuvo representado en los Juegos Olímpicos de Tokio 2020 por un total de 44 deportistas, 28 hombres y 16 mujeres, que compitieron en 14 deportes.
Los portadores de la bandera en la ceremonia de apertura fueron el yudoca Rüstəm Orucov y la practicante de taekwondo Fəridə Əzizova.

## Medallistas
El equipo olímpico azerbaiyano obtuvo las siguientes medallas:
| Nombre           | Deporte            | Competición          |
| ---------------- | ------------------ | -------------------- |
| Oro              |                    |                      |
| —                |                    |                      |
| Plata            |                    |                      |
| İrina Zaretska   | Karate             | +61 kg F             |
| Rafael Ağayev    | Karate             | 75 kg M              |
| Hacı Əliyev      | Lucha libre        | 65 kg M              |
| Bronce           |                    |                      |
| Loren Alfonso    | Boxeo              | Semipesado (81 kg) M |
| Rafiq Hüseynov   | Lucha grecorromana | 77 kg M              |
| Mariya Stadnik   | Lucha libre        | 50 kg F              |
| Iryna Kindzerska | Yudo               | +78 kg F             |